# Теорія соціального обміну
Тео́рія соціа́льного о́бміну Дж. Го́манса (англ. Social exchange theory) — це теорія, створена американським соціологом Дж. Гомансом, яка пояснює успіх взаємодії людей за допомогою взаємно набутої вигоди. За цією теорією, людина прагне максимізувати вигоду і мінімізувати витрати в спілкуванні. При цьому поведінка індивіда залежить від того, якою була реакція суспільства на його вчинки в минулому. Гоманс присвятив теорії соціального обміну главу своєї книги «Соціальна поведінка: її елементарні норми».

## Основні положення
Теорія обміну виходить із судження про верховенство людини над системою. Вона суперечить постулатам структурного функціоналізму, ідей якого дотримувалися Т. Парсонс і Е. Дюркгайм. Початком цього протистояння стало гасло «Bringing man back in» («Повернення до людини»), висунуте Дж. Гомансом в одній з його робіт. Істинна теорія, за Гомансом, спирається на принципи психології. Така теорія розглядає механізми елементарної поведінки і бере свій початок у біхевіоризмі. В основу теорії Гоманса лягли положення про взаємний обмін винагородами (позитивними підкріпленнями) і покараннями (негативними підкріпленнями). Гоманс ділить об'єкти свого дослідження на групи. У процесі вивчення цих груп соціолог виявляє залежність почуттів і вчинків їх членів. Результати дослідження соціолог представив у своїй роботі «Людська група». У своїх судженнях Гоманс спирається на принципи «оперантної» поведінки, сформульовані американським психологом Б. Скіннером. Вони лягли в основу 5 постулатів теорії обміну:
1. Постулат стимулу: якщо в минулому певний стимул або набір стимулів приводив до винагороди вчинку індивіда, то більш імовірно, що за наявності схожих стимулів нині людина вчинить так само або схоже.
2. Постулат успіху: що частіше індивід отримує винагороду за свій вчинок, то більша ймовірність того, що він цей вчинок повторюватиме з певною частотою в майбутньому.
3. Постулат цінності: що цінніший для індивіда результат його діяльності, то частіше цей індивід буде здійснювати цю діяльність у майбутньому.
4. Постулат депривації-перенасичення: якщо людина отримує нагороду за свої дії з певною частотою, то наступні нагороди за ті самі дії стають менш цінними.
5. Постулат розподільної справедливості: що частіше правило розподільної справедливості виявляється нереалізованим на шкоду якому-небудь індивіду, то ймовірніше, що даний індивід зазнає роздратування.

«Відсутність очікуваної винагороди є не просто чимось, що вивільняє емоційну поведінку; вона є ще й покаранням, а його уникнути, відповідно, винагородою. Отже, люди не тільки висловлюють роздратування або, менш явно, вину, коли так чи інакше порушується розподільна справедливість, але й вчаться якось із цим справлятися. Вони вчаться уникати діяльностей, які залучають їх у несправедливі обміни; вони вчаться видавати діяльності, винагороджувані досягненням справедливості, і, більш того, саме невиконання цих діяльностей перетворюється для них у втрати. Коротше кажучи, однією з обмінюваних цінностей стає сама справедливість.»— Гоманс Дж. К. Соціальна поведінка: її елементарні форми

## Критика
Теорія обміну Гоманса не раз викликала гостру критику. Основним недоліком теорії визнано те, що вона пропонує спрощене уявлення про соціальну взаємодію людини. Так, соціолог Пітер П. Еке критикував Гоманса за його вузький підхід до вивчення соціальних явищ. Розглядаючи двосторонню або діадичну модель обміну, Гоманс зосереджувався насамперед на принципі відповідності вигоди і витрат. Отже, чільним стимулом у процесі обміну є егоїзм індивіда. Крім того, деякі соціологи стверджують, що теорія Гоманса не застосовна до багатосторонній соціальній взаємодії і тому примітивна і нежиттєздатна. Попри те, що більшість американських авторів визнають стрункість і новизну теорії, в своїх міркуваннях вони вказують на відсутність емпіричного дослідження. Перш за все це стосується базових понять, які, на думку соціологів, можна назвати скоріше метафорами, ніж науковими термінами. Також критикується те, як Гоманс трактує досвід Б. Скіннера. Гоманс вкрай вибірково запозичує принципи, сформульовані Скіннером, не надаючи уваги ключовим особливостям його підходу, наприклад, впливу різних схем підкріплення. На думку К. Дойча і Краусса, теорія обміну Гоманса, як і більшість теорій американської соціальної психології, не відрізняється наявністю строгої системи. До того ж вона не дає можливості передбачати поведінку індивіда.
Послідовник Гоманса П. Блау врахував у своїх роботах недоліки теорії попередника і звернувся до синтезу ідей соціального обміну і макросоціологічних понять структурного функціоналізму. Він створив теорію раціональності, на підставі якої індивід, опинившись перед вибором, надає перевагу рішенню, яке, на його думку, призведе до найкращого результату.

### Парсонс проти Гоманса
Гоманс нерідко вступав у дискусію з прихильниками структурного функціоналізму, одним з яких був Т. Парсонс, який критикував Гоманса за відсутність будь-яких відмінностей у вивченні поведінки тварин і людей. Для Парсонса це питання було вкрай значущим, оскільки у своїй теорії він якісно розділяв ці дві ці галузі. Особливе обурення соціолога викликало те, що Гоманс у своїй теорії обміну міркує про взаємодію людей, ґрунтуючись на теорії Скіннера про голубів. За допомогою цієї теорії Гоманс пояснив положення про «розподілену справедливість». У цьому положенні йдеться про те, що гнів людини має схожі риси з реакцією голуба, якого перестали підгодовувати після того, як це робилося регулярно в тих самих умовах. Іншим важливим аспектом протиріч Гоманса і Парсонса став психологічний підхід Гоманса до соціальних явищ. Парсонс стверджував, що психологія в більшості випадків нездатна пояснити складні підсистеми дії. Також Гоманс не навів ніякої доказової бази для своєї теорії, але навіть якби він спробував це зробити, на думку Парсонса, його б спіткала невдача. Гоманс погодився, що пояснення структур і складних суспільств є невирішеним питанням, проте він відмовився визнати, що психологічні постулати недостатньо переконливі в дослідженні даної теми.

### Пітер П. Еке проти Гоманса
Поділяючи погляди Е. Дюркгайма, П. Еке скептично ставився до теорії обміну Гоманса. Послідовник дюркгаймської традиції довів, що теорія Гоманса є реакцією на появу праць соціолога бельгійського походження Клода Леві-Строса, який підтримував погляди Е. Дюркгайма. Дж. Гоманс, у свою чергу, поділяв ідеї індивідуалістичної традиції Г. Спенсера. Таким чином, теорія обміну Гоманса сформувалася з двох напрямків, які суперечать один одному. Цей дисонанс, згідно з П. Еке, привів до появи теорії, яка не має під собою ґрунтовної бази. Також Еке не визнавав позицію Гоманса, спрямовану на заперечення цінностей і норм, що формують відносини, засновані на обміні винагородами.